# Lista över Moldaviens premiärministrar
Lista över Moldaviens premiärministrar

## Premiärministrar
| Nr | Porträtt     | Namn                             | Tillträdde                 | Avgick            | Politiskt parti                                                 | Parlamentsval | Ministär    |
| -- | ------------ | -------------------------------- | -------------------------- | ----------------- | --------------------------------------------------------------- | ------------- | ----------- |
| 1  |              | Mircea Druc                      | 26 maj 1990                | 28 maj 1991       | Folkfronten                                                     | 1990          | Druc        |
| 2  |              | Valeriu Muravschi                | 28 maj 1991                | 1 juli 1992       | Folkfronten                                                     | —             | Muravschi   |
| 3  |              | Andrei Sangheli                  | 1 juli 1992                | 24 januari 1997   | Bondeförbundet                                                  | —             | Sangheli I  |
| 3  | 1994         | Andrei Sangheli                  | 1 juli 1992                | 24 januari 1997   | Bondeförbundet                                                  | Sangheli II   |             |
| 4  |              | Ion Ciubuc                       | 24 januari 1997            | 12 mars 1999      | Alliansen för demokrati och reformer                            | —             | Ciubuc I    |
| 4  | 1998         | Ion Ciubuc                       | 24 januari 1997            | 12 mars 1999      | Alliansen för demokrati och reformer                            | Ciubuc II     |             |
| —  |              | Serafim Urechean (tillförordnad) | 5 februari 1999            | 19 februari 1999  | Vårt Moldavien                                                  | —             | —           |
| 5  |              | Ion Sturza                       | 12 mars 1999               | 1 december 1999   | Alliansen för demokrati och reformer                            | —             | Sturza      |
| —  |              | Vladimir Voronin (tillförordnad) | 1 december 1999            | 16 december 1999  | Kommunistiska partiet                                           | —             | —           |
| 6  |              | Dumitru Braghiș                  | 21 december 1999           | 19 april 2001     | Obunden                                                         | —             | Braghis     |
| 7  |              | Vasile Tarlev                    | 19 april 2001              | 31 mars 2008      | Kommunistiska partiet                                           | 2001          | Tarlev I    |
| 7  | 2005         | Vasile Tarlev                    | 19 april 2001              | 31 mars 2008      | Kommunistiska partiet                                           | Tarlev II     |             |
| 8  |              | Zinaida Greceanîi                | 31 mars 2008               | 14 september 2009 | Kommunistiska partiet                                           | —             | Greceanîi I |
| 8  | 2009 (april) | Zinaida Greceanîi                | 31 mars 2008               | 14 september 2009 | Kommunistiska partiet                                           | Greceanîi II  |             |
| —  |              | Vitalie Pîrlog (tillförordnad)   | 14 september 2009          | 25 september 2009 | Kommunistiska partiet                                           | —             | —           |
| 9  |              | Vlad Filat                       | 25 september 2009          | 25 april 2013     | Liberaldemokratiska partiet Alliansen för Europeisk Integration | 2009 (juli)   | Filat I     |
| 9  | 2010         | Vlad Filat                       | 25 september 2009          | 25 april 2013     | Liberaldemokratiska partiet Alliansen för Europeisk Integration | Filat II      |             |
| 10 |              | Iurie Leancă                     | 25 april 2013              | 30 maj 2013       | Liberaldemokratiska partiet Pro-European Coalition              | —             |             |
| 10 | 30 maj 2013  | Iurie Leancă                     | 18 februari 2015           | 2013              | Liberaldemokratiska partiet Pro-European Coalition              | Leancă        |             |
| 11 |              | Chiril Gaburici                  | 18 februari 2015           | 22 juni 2015      | Liberaldemokratiska partiet                                     | 2014          | Gaburici    |
| —  |              | Natalia Gherman (tillförordnad)  | 22 juni 2015               | 30 juli 2015      | Liberaldemokratiska partiet                                     | —             | —           |
| 12 |              | Valeriu Streleț                  | 30 juli 2015               | 30 oktober 2015   | Liberaldemokratiska partiet                                     | —             | Streleț     |
| —  |              | Gheorghe Brega (tillförordnad)   | 30 oktober 2015            | 20 januari 2016   | Liberala partiet                                                | —             | —           |
| 13 |              | Pavel Filip                      | 20 januari 2016            | 14 juni 2019      | Demokratiska partiet                                            | —             | Filip       |
| 14 |              | Maia Sandu                       | (8 juni 2019) 15 juni 2019 | 14 november 2019  | Partiet handling och solidaritet                                | —             | Sandu       |
| 15 |              | Ion Chicu                        | 14 november 2019           |                   | Obunden                                                         | —             | Chicu       |